# Miquel B. Salmeron
Miquel B. Salmeron ist ein spanisch-US-amerikanischer Experimentalphysiker (Oberflächenphysik) und Materialwissenschaftler.
Salmeron studierte Physik an der Universität Barcelona mit dem Bachelor-Abschluss und wurde 1975 an der Autonomen Universität Madrid promoviert. Er ist seit 1996 Senior Scientist und er ist Principal Investigator in der Abteilung Materialwissenschaft (MSD) des Lawrence Berkeley National Laboratory, an dem er seit 1984 ist, und Adjunct Professor an der University of California, Berkeley.
Salmeron befasst sich mit den elektronischen, mechanischen und chemischen Eigenschaften von Oberflächen auf atomarer Ebene, einschließlich an den Oberflächen adsorbierter Atome und Moleküle, deren Diffusion und deren Bildung von Oberflächenfilmen. Dazu entwickelte er Instrumente, die auch die flüssige und gasförmige Umgebung der Oberflächen mit einbeziehen, zum Beispiel Rastertunnelmikroskopie (STM) und Rasterkraftmikroskopie (AFM). Er untersuchte auch Reibung und Katalyse auf atomarer Ebene.
Salmeron erhielt 2012 die MRS (Materials Research Society) Medal und den 2008 Langmuir Lectureship Award der American Chemical Society. Er erhielt 1995 den Outstanding Scientific Accomplishment Award in Materials Chemistry  und 1996 den Outstanding Research Award des US Department of Energy. 2008 erhielt er den Medard W. Welch Award und 2015 den Davisson-Germer-Preis für die Entwicklung von Instrumenten für Photoemissionsspektroskopie bei atmosphärischem Druck und Rastertunnelmikroskopie bei hohem Druck und hohen Temperaturen, und für seine eleganten Untersuchungen der Dissoziation und Reaktivität von Wasserstoffmolekülen und die Benetzung von Metalloberflächen auf atomarer Ebene (Laudatio). Er ist Fellow der American Physical Society (1996) und der American Vacuum Society (2003). 2022 erhielt er den ACS Award in Surface Chemistry.
Er steht dem wissenschaftlichen Beratergremium des katalanischen Instituts für Nanotechnologie (Institut Catala de Nanotecnologia) vor.

## Schriften (Auswahl)
- mit J. Hu, X. D. Xiao, D. F. Ogletree: Imaging the condensation and evaporation of molecularly thin films of water with nanometer resolution, Science, Band 268, 1995, S. 267–269
- mit D. F. Ogletree, R. W. Carpick: Calibration of frictional forces in atomic force microscopy, Review of Scientific Instruments, Band 67, 1996, S. 3298–3306
- mit R. W. Carpick: Scratching the surface: fundamental investigations of tribology with atomic force microscopy, Chemical Reviews, Band 97, 1997, S. 1163–1194
- mit S. Ghosal u. a.: Electron spectroscopy of aqueous solution interfaces reveals surface enhancement of halides, Science, Band 307, 2005, S. 563–566
- mit A. Verdaguer, G. M. Sacha, H. Bluhm: Molecular structure of water at interfaces: Wetting at the nanometer scale, Chemical Reviews, Band 106, 2006, S. 1478–1510
- mit F. Tao, G. Somorjaj u. a.: Reaction-driven restructuring of Rh-Pd and Pt-Pd core-shell nanoparticles, Science, Band 322, 2008, S. 932–934
- mit R. Schlögl: Ambient pressure photoelectron spectroscopy: A new tool for surface science and nanotechnology, Surface Science Reports, Band 63, 2008, S. 169–199